# Bassline
Bassline (a veces denominado bassline house o 4x4 o Niche) es un estilo de música electrónica vinculado al UK Garage que surgió a partir del speed garage, y comparte características con el dubstep y el grime, como por ejemplo el fuerte énfasis en las líneas de bajo. El género surgió en Sheffield hacia 2002

## Características
Como en el dubstep y el grime, el bassline es un estilo donde el bajo tiene un gran protagonismo, utilizando intrincadas líneas de graves o incluso múltiples capas de bajo que se entremezclan. El ritmo utiliza un patrón de 4x4, como el speed garage, lo que distancia al estilo del 2 step y lo acerca al house. Los temas en ocasiones son puramente instrumentales, pero cuando utiliza vocales comparte los recursos y trucos de otros estilos de UK Garage, como las voces femeninas aceleradas o troceadas para que "sirvan" como elemento rítmico. La mayor parte de los temas tienen una velocidad entre 135 y 142 bpms, más rápido que el UK Garage habitual y similar al dubstep y grime.
Se ha visto que el motivo de la popularidad del bassline está entre una audiencia diversa, debido a que es una música atractiva para ambos géneros, tanto mujeres como hombres. Desde este punto de vista, el bassline recuperaría el toque femenino o "presión femenina" que tenía el 2 step de finales de los 90 y que se habría perdido en el dubstep y el grime, una música mucho más masculina al aborrecer del formato canción y de las voces femeninas y que suele tener un sonido oscuro. Además, las letras del bassline suelen estar centradas en temas románticos. Desde este punto de vista, el bassline abrazaría la estética del pop al tiempo que muestra una euforia que recuerda a la de la primera música rave inglesa

## Historia

### El cierre del Niche Nightclub
El bassline se originó en la discoteca Niche Nightclub de Sheffield, que fue cerrada el 27 de noviembre de 2005 siguiendo una operación policial llamada "Operación Repatriación" en la que cerca de 300 policías tomaron el club sin que finalmente hubiera ningún arresto. El motivo que dieron las autoridades para el cierre fue que la escena bassline, y dicho club en particular, estaban atrayendo y generando violencia y crimen organizado.

### Popularidad
El género nació y se desarrolló de modo underground en la región de West Midlands mayoritariamente, fuera del circuito londinense. Sin embargo, con la publicación del sencillo "Heartbroken" por el productor T2 el estilo saltó a la fama. Desde entonces, ha gozado de una presencia considerable en los medios británicos.
Hoy en día, dentro de Internet, existen varias plataformas donde puedes recopilar canciones de artistas y productores de bassline, sobre todo en YouTube y SoundCloud. Ha habido gran popularidad también gracias a los remixes, mash-up y remakes de algunas canciones famosas de los 90's o de la actualidad.

## Productores de Bassline
- Holy Goof
- H Two O
- T2
- Wideboys
- Darkzy
- Jauz
- Dr Cryptic
- Shaun Dean
- Sammy Virji
- Bassboy
- Notion
- Mindstate
- Taiki Nulight
- Deadbeat UK
- Nu Aspect
- Ussy
- Bushbaby
- Livsey
- Jack Junior
- Jay Faded
- Cajama
- Mikey B
- TS7
- de layna